# 伯方之鹽
伯方之鹽（日语：伯方の塩）是日本愛媛縣松山市伯方鹽業株式会社自1973年起生產的產品名。分別有粗鹽和精鹽。加工成品有烤鹽、鹽花。

## 製程
自墨西哥格雷羅內洛羅小鎮運來已蒸發過的海鹽，之後在日本運用海水再融解。